# Kozačka
Kozačka (Šindlerka) je zaniklá viniční usedlost v Praze 2-Vinohradech, která stála v místech ulice Jana Masaryka.

## Historie
Podle viniční knihy vlastnila Kozačku koncem 18. století Anna Marie Leberlínová. Roku 1809 ji koupila Marie Anna Wimmerová, jejíž dědicové postoupili usedlost C. k. vlastenecko-hospodářské společnosti pro království české, která na pozemcích o rozloze 5 jiter založila pomologickou zahradu a výzkumnou stanici pro polní lučbu. Společnost v roce 1870 přestěhovala ovocnářskou zahradu do trojské usedlosti Popelářka.
Kozačku roku 1871 koupil politik a redaktor Jan Stanislav Skrejšovský. Pro politické postoje byl roku 1878 uvalen na jeho majetek konkurz a usedlost se dostala do exekučního prodeje. O rok později ji vydražila Česká banka Union v Praze.
16. července 1900 se jejím držitelem stala Vinohradská záložna, která usedlost dala zbořit a pozemky rozparcelovala na zástavbu.